# Caesar Hull
Pour les articles homonymes, voir Hull.
Caesar Barrand Hull, né le 26 février 1914 et mort le 7 septembre 1940 est un as de l'aviation de la Royal Air Force (RAF) pendant la Seconde Guerre mondiale, connu notamment pour son rôle dans la bataille de Narvik pendant la campagne de Norvège en 1940, et pour être l'un des « Few » – les pilotes alliés de la bataille d'Angleterre, où il est abattu et tué. Issu d'une famille d'agriculteurs, les premières années de Hull sont passées en Rhodésie du Sud, en Afrique du Sud et au Swaziland. Il boxe pour l'Afrique du Sud aux Jeux de l'Empire de 1934. Après avoir été refusé par l'armée de l'air sud-africaine parce qu'il ne parlait pas afrikaans, il rejoint la RAF et, devenant officier pilote en août 1936, s'inscrit dans le 43e Escadron de la RAF Tangmere dans le Sussex.
Pilote habile, Hull consacre une grande partie de son service d'avant-guerre à l'acrobatie aérienne, pilotant des Hawker Audax, Fury et Hurricane. Il réagit à l'éclatement de la guerre avec enthousiasme et obtient la première victoire du No. 43 Squadron dans le conflit à la fin janvier 1940. Réaffecté en Norvège en mai 1940 pour commander une escadrille de biplans Gloster Gladiator appartenant au No. 263 Squadron, il abat quatre avions allemands en une heure dans la région de Bodø, au sud-ouest de Narvik le 26 mai, exploit qui lui vaut la Distinguished Flying Cross. Il est abattu le lendemain et rapatrié en Angleterre. Hull retourne au combat fin août, lorsqu'il est nommé commandant du No. 43 Squadron avec le grade de chef d'escadron. Une semaine plus tard, il meurt dans un combat aérien au-dessus du sud de Londres.
Avec huit victoires aériennes confirmées pendant la guerre, dont cinq en Norvège, Hull est le premier as de la RAF sur Gladiator et le pilote de la RAF le plus réussi de la campagne norvégienne. Il est enterré parmi ses camarades pilotes de chasse à Tangmere, et un monument à sa mémoire est érigé près de son lieu de naissance en Rhodésie du Sud. Celui-ci reste en place jusqu'en 2004, lorsque la plaque est transportée en Angleterre et offerte au Musée de l'aviation militaire de Tangmere. D'autres monuments à la mémoire de Hull ont été érigés à Bodø en 1977 et à Purley, où son avion s'est écrasé, en 2013.

## Biographie

### Enfance et formation
Caesar Barrand Hull naît le 26 février 1914 à Leachdale Farm, une propriété près de Shangani en Rhodésie du Sud. Ses années d'enfance sont partagées entre la Rhodésie et l'Afrique du Sud,et au début de son adolescence, la famille déménage au Swaziland. Il est éduqué à domicile jusqu'en 1926, date à laquelle il commence à fréquenter le St. John's College à Johannesburg. Boxeur champion, il représente l'Afrique du Sud dans la catégorie poids légers aux Jeux de l'Empire de 1934 à Londres,.
Hull tente de rejoindre l'armée de l'air sud-africaine en 1935, mais est refusé parce qu'il ne parle pas afrikaans. Il rejoint plutôt la Royal Air Force (RAF), s'enrôlant en Angleterre en septembre 1935. Ayant terminé le cours de pilote le 3 août 1936 avec le grade d'officier pilote, il rejoint le 43e Escadron de la RAF Tangmere dans le Sussex cinq jours plus tard.

### Carrière
Une grande partie de la carrière aérienne précoce de Hull est consacrée à la voltige aérienne. Lui et Peter "Prosser" Hanks perfectionnent une routine dans laquelle ils échangent de place dans un Hawker Audax biplace en plein vol. Avec Peter Townsend (qui rejoint le squadron en même temps que Hull) et le sergent Frank Reginald Carey,ils forment un vol acrobatique qui effectue des cascades telles que des boucles, des tonneaux et des renversements. Aux commandes d'un Hawker Fury, Hull exécute les acrobaties individuelles lors du salon aéronautique de Hendon en 1937 en l'honneur du couronnement du roi George VI,.
Hull est promu Flying officer le 16 avril 1938. Alors que la guerre se profile, l'escadron commence à se préparer au combat fin 1938, et en décembre de cette année, il est rééquipé de Hawker Hurricane. Hull réagit à l'éclatement de la Seconde Guerre mondiale en septembre 1939 avec une grande excitation; selon Hector Bolitho, officier du renseignement du 43e Escadron, le Rhodésien saute d'un pied à l'autre dans la salle des officiers, répétant les mots « Fantastique ! Fantastique ! ».

#### Premières batailles
En novembre 1939, le No. 43 Squadron déménage à la RAF Acklington, près de Newcastle-upon-Tyne, volant sur des Hawker Hurricane Mk I,. Dans des conditions météorologiques sévères, Hull marque la première victoire de l'escadron de la guerre le 30 janvier 1940, lorsqu'il abat un bombardier Heinkel He 111 de la Luftwaffe près de l'île de Coquet. Le 26 février, l'escadron est transféré à la RAF Wick, dans le nord de l'Écosse, pour aider à protéger la Home Fleet à Scapa Flow. Hull, Carey et trois autres abattent ensemble un autre He 111 le 28 mars 1940. Le 10 avril 1940, Hull participe à la destruction d'un He 111 de reconnaissance. L'avion avait été envoyé en reconnaissance avant une attaque majeure lancée par des He 111 de la Kampfgeschwader 26 et du Kampfgruppe 100, destinés à couvrir l'invasion allemande de la Norvège.
Lorsque le 43e Escadron retourne à sa base de Tangmere en mai 1940, certains de ses principaux pilotes sont réaffectés à d'autres unités : parmi eux se trouvent Townsend, qui est affecté au 85e Escadron de la RAF en tant que commandant, et Hull, qui est affecté au 263e Escadron pour commander un vol de biplans Gloster Gladiator lors du deuxième engagement de l'unité dans la campagne de Norvège.

#### Norvège
Le 263e Escadron est déployé dans la région autour de Narvik, une ville portuaire stratégiquement importante dans le nord de la Norvège alors sous contrôle allemand, mais âprement contestée par les Norvégiens et les Alliés. Traversant la mer de Norvège à bord du porte-avions HMS Furious, les pilotes décollent le 21 mai en mer, par groupes de trois, chacun dirigé par un Fairey Swordfish de la Fleet Air Arm, et rencontrent un épais brouillard autour de l'île de Senja ; le Swordfish et deux Gladiators d'un des groupes s'écrasent contre une montagne. Hull mène les quatre premiers avions à travers et atterrit en sécurité à l'aérodrome de Bardufoss, à environ 80 kilomètres au nord-est de Narvik, à 04h20. Douze autres Gladiators suivent quatre heures plus tard. Quatorze Gladiators sont opérationnels et commencent à patrouiller depuis Bardufoss le 22 mai, effectuant 30 sorties le premier jour. Hull et deux autres pilotes abattent ensemble un He 111 au-dessus de Salangen le 24 mai 1940,tuant deux des cinq membres d'équipage allemands ; les trois autres sont capturés par les troupes norvégiennes après un atterrissage d'urgence à Fjordbotneidet,. Au total, pendant ses deux semaines d'opérations dans le nord de la Norvège, le No. 263 Squadron revendique 26 victoires confirmées et neuf probables lors de 70 combats aériens.
Hull et deux autres pilotes, l'officier pilote sud-africain Jack Falkson et le lieutenant de vaisseau Tony Lydekker, se portent volontaires pour être détachés sur une piste d'atterrissage improvisée à Bodø, un port situé à environ 100 kilomètres au sud-ouest de Narvik, le 26 mai 1940 pour couvrir les troupes alliées qui se retirent vers le nord pour évacuation dans le cadre de l'opération Alphabet. Arrivant pour trouver l'aérodrome extrêmement boueux, les pilotes ont beaucoup de mal à déplacer leurs avions vers un terrain plus sec pour faire le plein à partir de bidons de 18 litres. Un He 111 est repéré en hauteur pendant que cela se produit, incitant les trois pilotes à décoller d'urgence après avoir partiellement fait le plein. L'avion de Falkson s'écrase après que de la boue se soit accrochée à ses roues, et alors que Lydekker décolle avec succès, il lui reste si peu de carburant que Hull lui ordonne presque immédiatement d'atterrir pour en ajouter plus,.

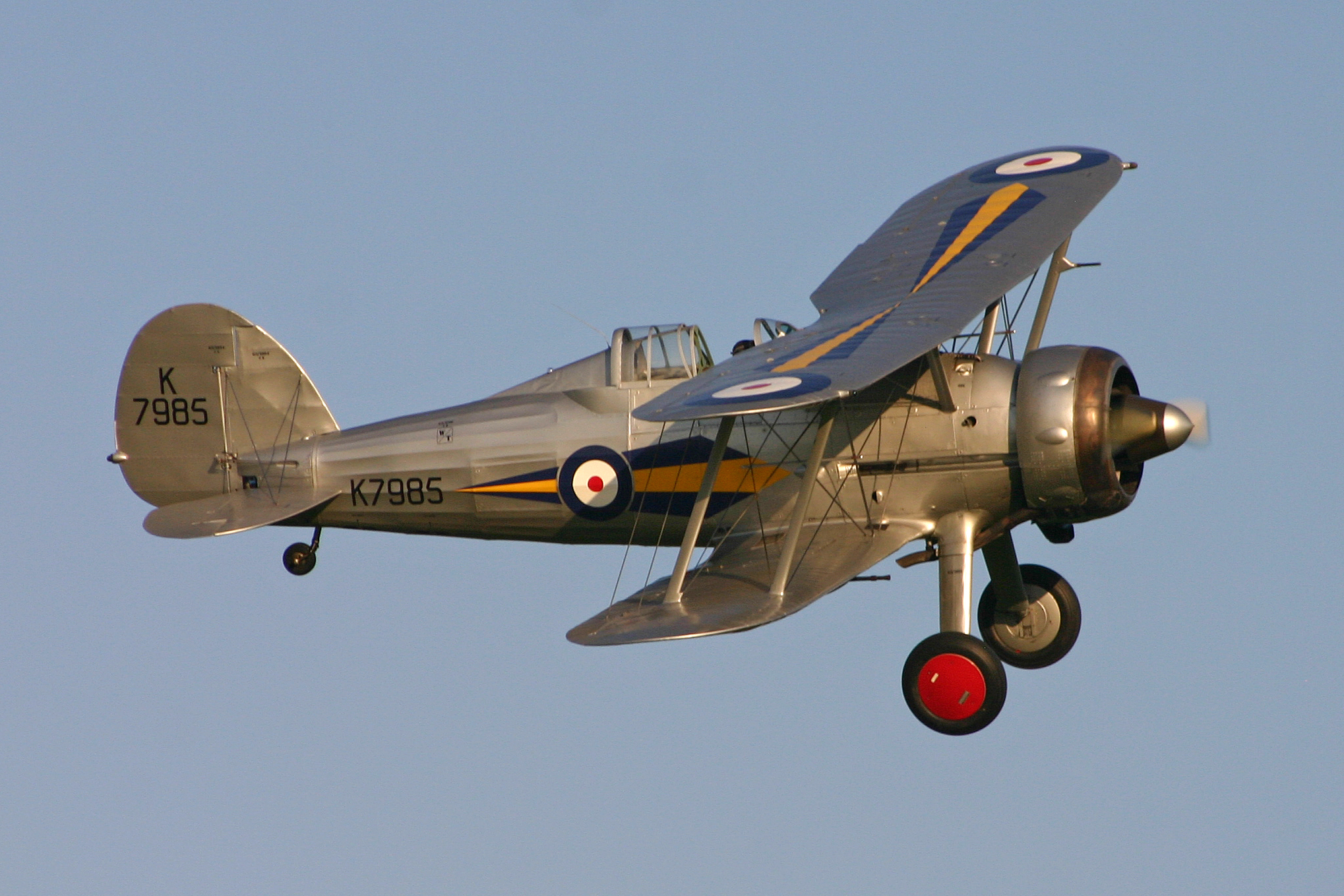
Gloster Gladiator, un type piloté par Hull au-dessus du nord de la Norvège

Le Rhodésien poursuit le He 111 dans la vallée de Saltdal et, avec trois attaques par l'arrière, met le bombardier en feu, le contraignant à s'écraser. Hull abat ensuite un avion de transport Junkers Ju 52 et, après avoir poursuivi sans succès un autre He 111, détruit deux autres Ju 52. Les transports venaient au secours des forces allemandes en difficulté combattant autour de Narvik ; l'un était chargé de fournitures, tandis que les deux autres transportaient des parachutistes Fallschirmjäger. L'un de ces derniers avions a réussi à atterrir en territoire allemand avant de brûler, permettant à l'équipage et aux parachutistes à bord de sortir sains et saufs, mais le second a commencé à spiraler hors de contrôle et s'est écrasé, tuant huit parachutistes allemands. Hull attaque ensuite un autre He 111, qui se retire bientôt, émettant de la fumée. Ayant épuisé toutes ses munitions, Hull retourne à Bodø. En l'espace d'environ une heure, dans un avion technologiquement dépassé et sans assistance, il a détruit quatre avions allemands et endommagé un cinquième,.
Hull, Falkson et Lydekker passent la nuit du 26/27 mai 1940 à patrouiller autour de Rognan, à environ 20 kilomètres à l'intérieur des terres depuis Bodø. Après avoir éloigné les bombardiers allemands des forces britanniques et norvégiennes combattant à Pothus au sud de Rognan, les Gladiators mitraillent les forces terrestres allemandes. Vers 08h00 le 27 mai, Bodø est attaqué par 11 bombardiers en piqué Ju 87 « Stuka » duSturzkampfgeschwader 1 (StG 1 - Escadron de bombardement en piqué 1) et trois chasseurs Messerschmitt Bf 110 attachés auZerstörergeschwader 76 (ZG 76 - Escadron de destruction 76). Lydekker revendique l'un des Stukas, mais est finalement contraint de se diriger vers le nord jusqu'à Bardufoss pour atterrir, son Gladiator étant fortement endommagé,. Ayant d'abord été surpris au sol par l'attaque allemande, Hull fait décoller son chasseur lors d'une pause dans le raid. Après avoir engagé les avions allemands et abattu le Stuka du Feldwebel Kurt Zube, qui est tombé dans la mer, Hull est pris de court par l'un des Bf 110, piloté par l'Oberleutnant Helmut Lent, et contraint de s'écraser près de l'aérodrome de Bodø,. Blessé à la tête et au genou, il est initialement soigné à l'hôpital de Bodø avant d'être évacué en Grande-Bretagne pour des soins supplémentaires à bord d'un hydravionSunderland via Harstad. Les victoires de Hull lors de la campagne norvégienne font de lui le premier as de la RAF sur Gloster Gladiator, ainsi que le pilote de chasse de la RAF le plus réussi de la campagne. Le 17 juin, alors qu'il est en convalescence, il reçoit la Distinguished Flying Cross pour ses actions en Norvège.

#### Bataille d'Angleterre

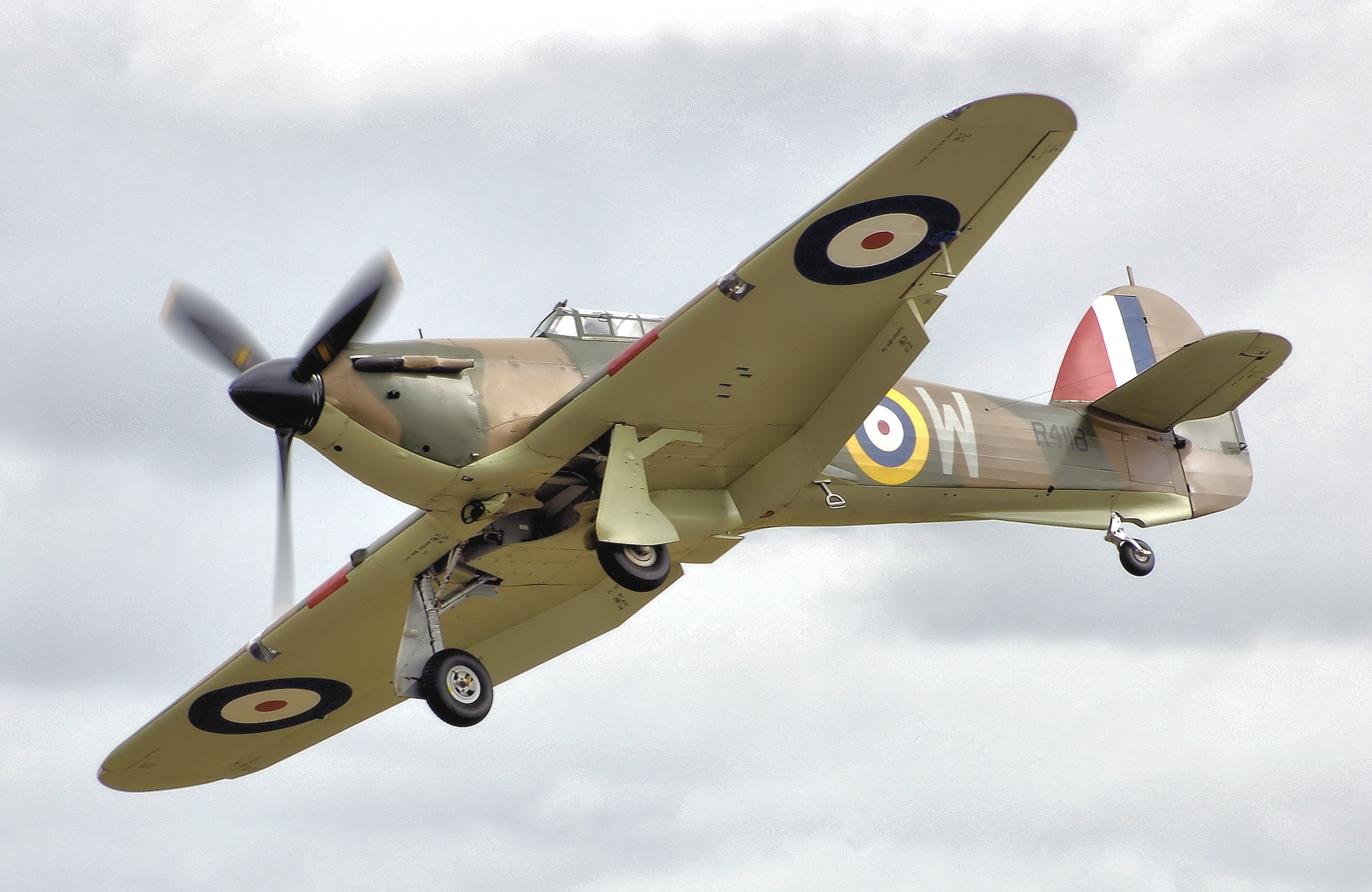
Hawker Hurricane Mk I, similaire à celui piloté par Hull en tant que commandant du 43e Escadron pendant la bataille d'Angleterre.

Hull est déclaré apte à reprendre le service opérationnel après environ deux mois de repos et de convalescence à Guildford, et le 31 août 1940, il est nommé commandant de son ancienne unité, le No. 43 Squadron, en remplacement du Squadron Leader John "Tubby" Badger, qui a été abattu et grièvement blessé la veille. L'unité était toujours basée à Tangmere, volant sur des Hurricanes, et combattait désormais dans la bataille d'Angleterre, dont les participants alliés seront plus tard surnommés « The Few ». Parallèlement promu chef d'escadron, Hull exprime son incrédulité devant son élévation soudaine et, comme pour souligner sa surprise", enregistre Andy Saunders, suffixe sa première description de lui-même sur papier comme "Commandant No. 43 Sqn" avec quatre points d'exclamation.
Le premier engagement du commandement de Hull, le 2 septembre, se solde par le abattement de trois Hurricanes de l'escadron en échange de deux Messerschmitt Bf 109. Le 4 septembre, Hull dirige un groupe de Hurricanes dans une victoire aérienne décisive sur la côte du Sussex contre un grand groupe de Bf 110 des ZGs 2 et 76. Le lieutenant de vol Thomas Dalton-Morgan détruit un Bf 110 au nord de Worthing et poursuit un autre jusqu'à ce qu'il s'écrase près de Shoreham-by-Sea,tandis que le sergent Jeffreys abat un autre Bf 110 dans un champ. Le pilote officier A E A van den Hove d'Ertsenrijck, de Belgique, poursuit un quatrième jusqu'en mer et le fait s'écraser dans la Manche, mais est touché lui-même et contraint d'atterrir en urgence à la RAF Ford. Hull et le pilote officier Hamilton Upton endommagent sérieusement deux autres Bf 110 ensemble.
Vers 16 heures le 7 septembre 1940, neuf Hurricanes du No. 43 Squadron décollent pour intercepter une grande formation d'avions allemands au-dessus du Kent en route vers Londres. Hull dirige six des avions vers les bombardiers allemands tandis que le lieutenant de vol John "Killy" Kilmartin, d'Irlande, dirige une section de trois chargée de contrer l'escorte de chasseurs. Hull amène son avion au-dessus des bombardiers, puis plonge vers eux, disant à ses pilotes de « les massacrer ». Un engagement très rapide s'ensuit au cours duquel Hull est tué en plongeant pour venir en aide au lieutenant de vol Dick Reynell, un pilote australien qui a été lourdement attaqué. Hull a été vu pour la dernière fois en train de tirer sur un Dornier Do 17, et est abattu par un Bf. 109. Reynell est aussi tué. Le corps de l'as rhodésien a été retrouvé en grande partie brûlé à l'intérieur de la coque de son Hurricane, qui s'est écrasé dans l'enceinte du Purley Boys'High School à Purley, Surrey. Il avait 26 ans.
Les restes de Hull ont été récupérés et renvoyés à Tangmere, où il a été enterré parmi ses camarades pilotes de chasse à l'église St Andrew's. Son dernier record confirmé pour la guerre était de quatre avions allemands détruits, deux endommagés et quatre partagés détruits (comptés comme une demi-victoire chacun) ; on a également noté une destruction non confirmée, deux probablement détruits et une probable partagée.

## Mémoriaux

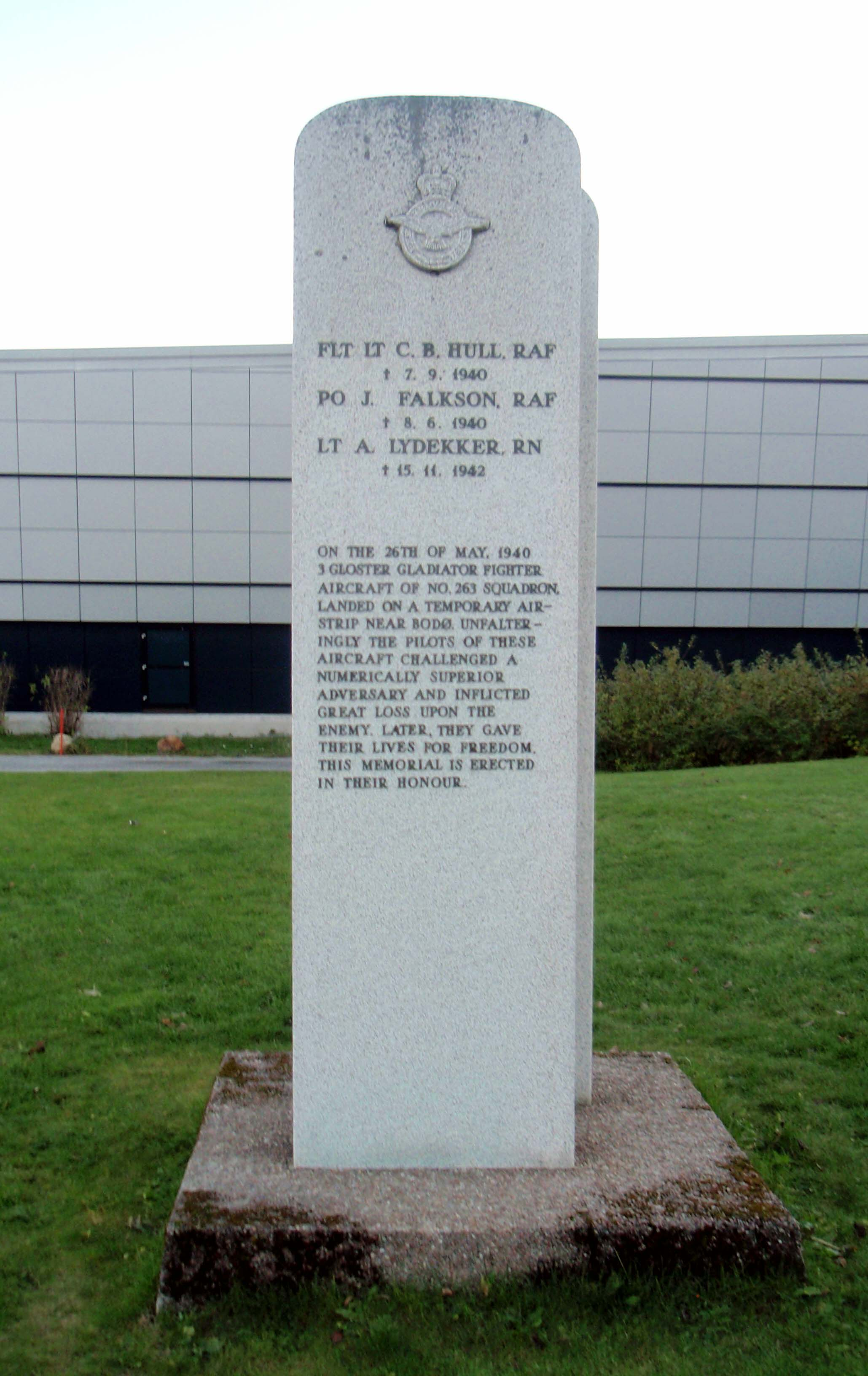
Le mémorial de Hull, Falkson et Lydekker à Bodø, à côté du Musée norvégien de l'aviation

Après la mort de Hull, les habitants de Shangani ont organisé la construction d'un mémorial en son honneur - un socle en granit auquel était fixée une plaque en laiton commémorant le service et la bravoure du pilote. Ce monument a été achevé avant la fin de la guerre et érigé le long de la route principale entre Bulawayo et Gwelo, près du pont sur la rivière Shangani. Un mémorial aux actions de Hull, Jack Falkson et Lydekker à Bodø a été construit à l'aéroport de la ville trois décennies plus tard, et inauguré le 17 juin 1977 en présence du ministre norvégien de la Défense, Rolf Arthur Hansen.
Après la reconstitution de la Rhodésie en Zimbabwe en 1980, le gouvernement de Robert Mugabe a renié de nombreux vieux monuments faisant référence aux tombés des deux guerres mondiales, y compris le mémorial de Hull à Shangani. La famille Hull a décidé en 2003 de retirer la plaque et de la donner au Tangmere Military Aviation Museum, une idée que le musée a accueillie favorablement. La plaque a été retirée, transportée en Angleterre gratuitement par MK Airlines - un transporteur de fret appartenant à un ancien pilote de l'armée de l'air rhodésienne, Mike Kruger - et remise cérémonieusement au conservateur du musée de Tangmere le 17 avril 2004 par la sœur de Hull, Wendy Bryan.
Un nouveau monument à Hull a été érigé au Coulsdon Sixth Form College, qui occupe aujourd'hui le site du Purley High School, en 2013. Représentant un avion et une colombe entrelacés, il a été formellement inauguré le 11 novembre de la même année, jour du Souvenir, en présence de Bryan.

## Caractère et réputation
Hull était rappelé par ses camarades comme un pilote exceptionnel et une personnalité affable et joviale. Jimmy Beedle, dans son histoire de 1966 du No. 43 Squadron, a appelé Hull l'un de ses personnages les plus marquants de tous les temps, le citant comme un facteur majeur dans le « haut niveau de vol et l'esprit d'escadron exceptionnel » de l'escadron. John Simpson, qui a rejoint l'unité en tant qu'officier pilote deux mois après Hull, se souvenait avoir « une confiance en volant avec Caesar qui faisait totalement défaut autrement. » « Je n'ai jamais vu quelqu'un qui pouvait manipuler un chasseur avec autant d'assurance que le vieux Caesar », a déclaré un autre pilote, cité par Beedle. « Personne ne m'a donné autant de confiance pour suivre, personne ne m'a donné autant d'exaltation et de plaisir. En suivant Caesar, vous vous retrouviez à tirer le meilleur parti de votre machine que vous n'auriez jamais imaginé possible, à faire des choses qui, faites par vous-même, vous auraient fait dresser les cheveux sur la tête. »
Bolitho a adopté une position similaire dans son livre Combat Report en 1943, attestant de la « gaieté bouillonnante et inextinguible » de Hull. Selon Bolitho, Hull était « possédé d'un pouvoir magique de créer du bonheur chez les autres ; de les faire diminuer leurs soucis, de les inspirer de confiance, non seulement en lui mais en eux-mêmes. De les imprégner de son propre amour abondant de la vie. Là où était Caesar, le rire était. »